# Schnelleinsatzgruppe Verpflegung
Die Schnelleinsatzgruppe Verpflegung (SEG-V oder SEG-Vpf) ist wie alle Schnelleinsatzgruppen eine Gruppe von speziell ausgebildeten ehrenamtlichen Helfern in Deutschland, die sich aus den Einsatzeinheiten des Katastrophenschutzes entwickelt hat. Die Schnelleinsatzgruppe gehört weder dem Rettungsdienst noch dem Katastrophenschutz an, obwohl sie dem Betreuungsdienst/Verpflegungsdienst des Katastrophenschutzes zugeordnet werden kann und sich mit diesem oft Material und Personal teilt. Die Schnelleinsatzgruppen kommen im Gegensatz zu den Einsatzeinheiten auch bei kleineren Ereignissen (z. B. Hochhausbrand) zum Einsatz. Vielerorts werden die Aufgaben der Schnelleinsatzgruppe Verpflegung durch eine Schnelleinsatzgruppe Betreuung übernommen.

## Aufgabe
Bei länger andauernden Einsätzen versorgt sie alle Beteiligten (Betroffene, vorrangig jedoch Einsatzkräfte) mit Essen und Getränken, die warm und kalt zubereitet werden. Wie andere Schnelleinsatzgruppen auch hat die Schnelleinsatzgruppe Verpflegung zumeist eine sehr kurze Alarmierungszeit (etwa 20 bis 30 Minuten bis zum Eintreffen des ersten Einsatzfahrzeuges am Einsatzort). Dabei können kurzfristig jedoch lediglich Getränke (30–45 Minuten nach Alarmierung) zur Verfügung gestellt werden. Eine Verpflegung mit Essen ist durch den großen logistischen Aufwand oft erst nach etwa 1 bis 2 Stunden möglich.

## Ausstattung und Ausbildung
Sie verfügt über Kochgeräte, die entsprechend dem Einsatzzweck groß dimensioniert sind. Hierzu gehören in der Regel ein Feldkochherd und ein Küchenkraftwagen zur Zubereitung von Verpflegung auf freiem Feld. Zum Schutz gegen die Witterung sollte sie ein Küchenzelt besitzen, das über eine Lüftungsöffnung im Dach verfügt. Alternativ kann z. B. auch die Klappe eines Anhängers als Dach verwendet werden solange nicht im Feld gekocht werden muss.
Die Ausstattung in den einzelnen Ländern und Kommunen unterscheidet sich. In Nordrhein-Westfalen beispielsweise ist oft das Betreuungsgespann aus den Einsatzeinheiten mit eingebunden. Zudem kann die SEG die nötige Ausrüstung besitzen, um sich im Notfall selbst eine Unterkunft mit Feldbettenlager in einem Zelt bauen und dieses Zelt beheizen und mit Strom versorgen zu können.
Die Ausbildung umfasst zunächst einen Sanitätslehrgang mit einer Grundausbildung für Katastrophenschutzkräfte. Zusätzlich kann dann an einem Feldkochlehrgang und einer umfangreichen Hygieneeinweisung teilgenommen werden. Darüber hinaus stehen den Kräften der Schnelleinsatzgruppe Verpflegung alle fachdienstunspezifischen Lehrgänge offen, wie den Kräften anderer SEGen auch. Dazu zählen insbesondere Führungslehrgänge.

## Trägerschaft
Die Schnelleinsatzgruppe Verpflegung ist eine Einheit, die ausschließlich von den Hilfsorganisationen (MHD, ASB, JUH, DRK, DLRG) unterhalten wird. Mancherorts unterhalten Feuerwehren oder THW ebenfalls Verpflegungseinheiten.